# Torneo de Umag 2024
El Plava Laguna Croatia Open Umag 2024 fue un torneo de tenis perteneciente al ATP Tour 2024 en la categoría ATP Tour 250. El torneo tuvo lugar en la ciudad de Umag (Croacia), desde el 21 hasta el 27 de julio de 2024 sobre tierra batida.

## Distribución de puntos
| Modalidad            | Campeón | Finalista | Semifinales | Cuartos de final | 2ª ronda | 1ª ronda | Clasificados | 2ª ronda de clasificación | 1ª ronda de clasificación |
| Individual masculino | 250     | 165       | 100         | 50               | 25       | 0        | 13           | 7                         | 0                         |
| Dobles masculino     | 250     | 150       | 90          | 45               | 20       | 0        | -            | -                         | -                         |

## Cabezas de serie

### Individuales masculino
| Tenista             | Ranking | Preclasificados |
| Andrey Rublev       | 8       | 1               |
| Lorenzo Musetti     | 16      | 2               |
| Holger Rune         | 17      | 3               |
| Francisco Cerúndolo | 33      | 4               |
| Luciano Darderi     | 35      | 5               |
| Mariano Navone      | 36      | 6               |
| Tomáš Macháč        | 38      | 7               |
| Matteo Arnaldi      | 39      | 8               |

- Ranking del 15 de julio de 2024.[2]

### Dobles masculino
| Tenista                                   | Ranking | Preclasificados |
| Yuki Bhambri Albano Olivetti              | 100     | 1               |
| Theo Arribage Sadio Doumbia               | 114     | 2               |
| Nicolás Barrientos Francisco Cabral       | 121     | 3               |
| Guido Andreozzi Miguel Ángel Reyes Varela | 140     | 4               |

## Campeones

### Individual masculino
Francisco Cerúndolo venció a  Lorenzo Musetti por 2-6, 6-4, 7-6(7-5)

### Dobles masculino
Guido Andreozzi /  Miguel Ángel Reyes Varela vencieron a  Manuel Guinard /  Grégoire Jacq por 6-4, 6-2